# 岡谷雄太
岡谷 雄太（おかや ゆうた、1999年7月12日 - ）は、東京都大田区出身のモーターサイクル・ロードレースライダー。東京都立つばさ総合高等学校出身。身長163cm、A型。
2018年、全日本ロードレース選手権J-GP3クラスにおいて、開幕戦でのデビューウィンを含む年間最多勝(6戦中3勝)を挙げ、年間ランキング2位、ルーキーオブザイヤーを獲得。
2019年よりFIMスーパーバイク世界選手権(World SBK)併催のスーパースポーツ300世界選手権(World Supersport 300・WSSP300)にフル参戦を開始。
2020年には同クラス日本人初ポールポジション、日本人初表彰台、日本人初優勝を達成している。
2023年にはKawasaki ProDina Racingよりスーパースポーツ世界選手権(World Supersport・WSS)にステップアップすることが発表されている。

## 経歴

### 全日本ロードレース選手権
2006年、7歳の頃にポケットバイクに乗り始める。
その後、2008年にミニバイクへ移行し、2013年、14歳でNSF100 HRCトロフィーのシリーズチャンピオンを獲得。
2014年にロードレースにステップアップし、CBR250R Dream Cupに参戦。翌年2015年から、各地のサーキットのJ-GP3クラスに参戦を開始する。2017年にもてぎロードレース選手権J-GP3クラス年間チャンピオンとなり、国際ライセンスへの昇格を果たす。
2018年、モリワキクラブより全日本ロードレース選手権J-GP3クラスにフル参戦し、開幕戦のツインリングもてぎでデビューウィンを飾る。その後第4戦SUGO、第5戦筑波レース2でも優勝しクラス最多勝を挙げ、年間ランキング2位と、ロードレース特別賞のJ-GP3クラスルーキーオブザイヤーを獲得した。

### スーパースポーツ300世界選手権
2019年、DS Junior Teamより、日本人で初めてFIMスーパーバイク世界選手権World Supersport300クラスへフル参戦を開始。Kawasaki Ninja 400を駆り、最高位15位、年間ランキング41位。
2020年はMTM MOTOPORT Kawasakiに移籍し、同クラスにフル参戦。第3戦ポルトガルでは、日本人初ポールポジションを獲得、翌日のレース2では3位でゴールし、日本人初表彰台を達成した。また、その後第6戦カタルニア・レース2で日本人初優勝を遂げた。年間ランキング10位。
2021年も同チームよりSSP300にフル参戦。開幕戦アラゴン・レース1、第10戦スペイン・レース2、第11戦ポルティマオ・レース1で3位表彰台を獲得し、年間ランキング5位。
2022年も引き続きMTM KawasakiよりSSP300にフル参戦。第7戦フランス、最終戦ポルティマオを怪我で欠場したものの、第2戦オランダ・レース2で3位、第3戦エストリル・レース1で3位、第4戦エミリアロマーニャ・レース2で2位、そして第8戦カタルニア・レース1ではシーズン初の優勝を飾り、ランキング7位。
また、同年第43回鈴鹿８時間耐久ロードレースにKAWASAKI PLAZARacing Teamより初出場し、チームメイトの岩戸亮介、清末尚樹と共にSSTクラス優勝を成し遂げた。

### スーパースポーツ世界選手権
2023年はKawasaki ProDina Racingよりスーパースポーツ世界選手権に参戦するも、戦闘力が低いZX-6Rで苦戦しノーポイントに終わった。
また、同年第43回鈴鹿８時間耐久ロードレースにKAWASAKI PLAZARacing Teamより初出場し、チームメイトの岩戸亮介、清末尚樹と共にSSTクラス2位を達成した。

### 全日本復帰
全日本ロードレース選手権に芳賀紀行が監督を務めるワークナビニトロレーシングからST600にヤマハ・YZF-R6を駆って参戦することが発表された。

## レース戦績
2011年
- NSF100 HRCトロフィー 筑波サーキット コース1000　年間チャンピオン

2012年
- NSF100HRCトロフィー 筑波サーキット コース1000　年間チャンピオン
- NSF100HRCトロフィー もてぎ北ショートコース　年間チャンピオン

2013年
- NSF100HRCトロフィー グランドチャンピオンシップ Jr.クラス　優勝

2014年
- SUGOロードレース選手権 CBR250R Dream Cup Eクラス　年間ランキング2位
- 筑波ロードレース選手権 CBR250R Dream Cup Eクラス　年間ランキング5位
- もてぎロードレース選手権 CBR250R Dream Cup Eクラス　年間ランキング8位
- CBR250R Dream Cup グランドチャンピオンシップ　4位入賞

2015年
- 筑波ロードレース選手権 J-GP3クラス(N)　年間ランキング5位

2016年
- MORIWAKI CUP TTサーキットアッセン ワイルドカード参戦　7位
- 筑波ロードレース選手権 J-GP3クラス(N)　年間ランキング5位

2017年
- もてぎロードレース選手権 J-GP3クラス(N)　年間チャンピオン
- 筑波ロードレース選手権 J-GP3クラス(N)　スポット参戦　第1戦優勝　年間ランキング9位
- 鈴鹿サンデーロードレース J-GP3クラス(N)　スポット参戦　年間ランキング11位

2018年
- 全日本ロードレース選手権 J-GP3クラス　年間ランキング2位　ルーキーオブザイヤー

2019年
- FIMスーパースポーツ300世界選手権　年間ランキング41位

2020年
- FIMスーパースポーツ300世界選手権　年間ランキング10位

2021年
- FIMスーパースポーツ300世界選手権　年間ランキング5位

2022年
- FIMスーパースポーツ300世界選手権　年間ランキング7位
- FIM世界耐久選手権 "コカ・コーラ"鈴鹿8時間耐久ロードレース 第43回大会　総合13位　SSTクラス優勝

2023年
- FIMスーパースポーツ世界選手権　年間ランキング27位
- FIM世界耐久選手権 "コカ・コーラ"鈴鹿8時間耐久ロードレース 第44回大会　SSTクラス2位

### スーパースポーツ300世界選手権
- 凡例
- ボールド体のレースはポールポジション、イタリック体のレースはファステストラップを記録。

| 年     | バイク   | 1       | 1       | 2       | 2       | 3       | 3       | 4       | 4       | 5       | 5     | 6       | 6       | 7       | 7      | 8       | 8       | 9       | 9  | 順位 | ポイント |
| 年     | バイク   | R1      | R2      | R1      | R2      | R1      | R2      | R1      | R2      | R1      | R2    | R1      | R2      | R1      | R2     | R1      | R2      | R1      | R2 | 順位 | ポイント |
| ------ | -------- | ------- | ------- | ------- | ------- | ------- | ------- | ------- | ------- | ------- | ----- | ------- | ------- | ------- | ------ | ------- | ------- | ------- | -- | ---- | -------- |
| 2019年 | Ninja400 | ARA DNQ |         | ASS DNQ |         | IMO DNQ |         | JER 26  | JER 28  | MIS 19  |       | DON 15  |         | POR DNQ |        | MAG 22  |         | LOS Ret |    | 41位 | 1        |
| 2020年 | Ninja400 | JER 4   | JER Ret | POR 27  | POR 3   | ARA Ret | ARA Ret | ARA Ret | ARA Ret | CAT 27  | CAT 1 | MAG 6   | MAG 5   | EST 12  | EST 6  |         |         |         |    | 10位 | 89       |
| 2021年 | Ninja400 | ARA 3   | ARA 4   | MIS 4   | MIS Ret | ASS Ret | ASS 6   | MOS 11  | MOS Ret | MAG Ret | MAG 5 | CAT 8   | CAT 5   | JER 8   | JER 3  | POR 3   | POR 4   |         |    | 5位  | 140      |
| 2022年 | Ninja400 | ARA 5   | ARA Ret | ASS 4   | ASS 3   | EST 3   | EST 8   | MIS 8   | MIS 2   | MOS 20  | MOS 7 | MAG DNS | MAG DNS | CAT 1   | CAT 13 | POR DNS | POR DNS |         |    | 7位  | 129      |